# Héricy
Héricy is een gemeente in het Franse departement Seine-et-Marne (regio Île-de-France) en telt 2563 inwoners (2005). De plaats maakt deel uit van het arrondissement Fontainebleau.

## Geografie
De oppervlakte van Héricy bedraagt 10,7 km², de bevolkingsdichtheid is 239,5 inwoners per km².

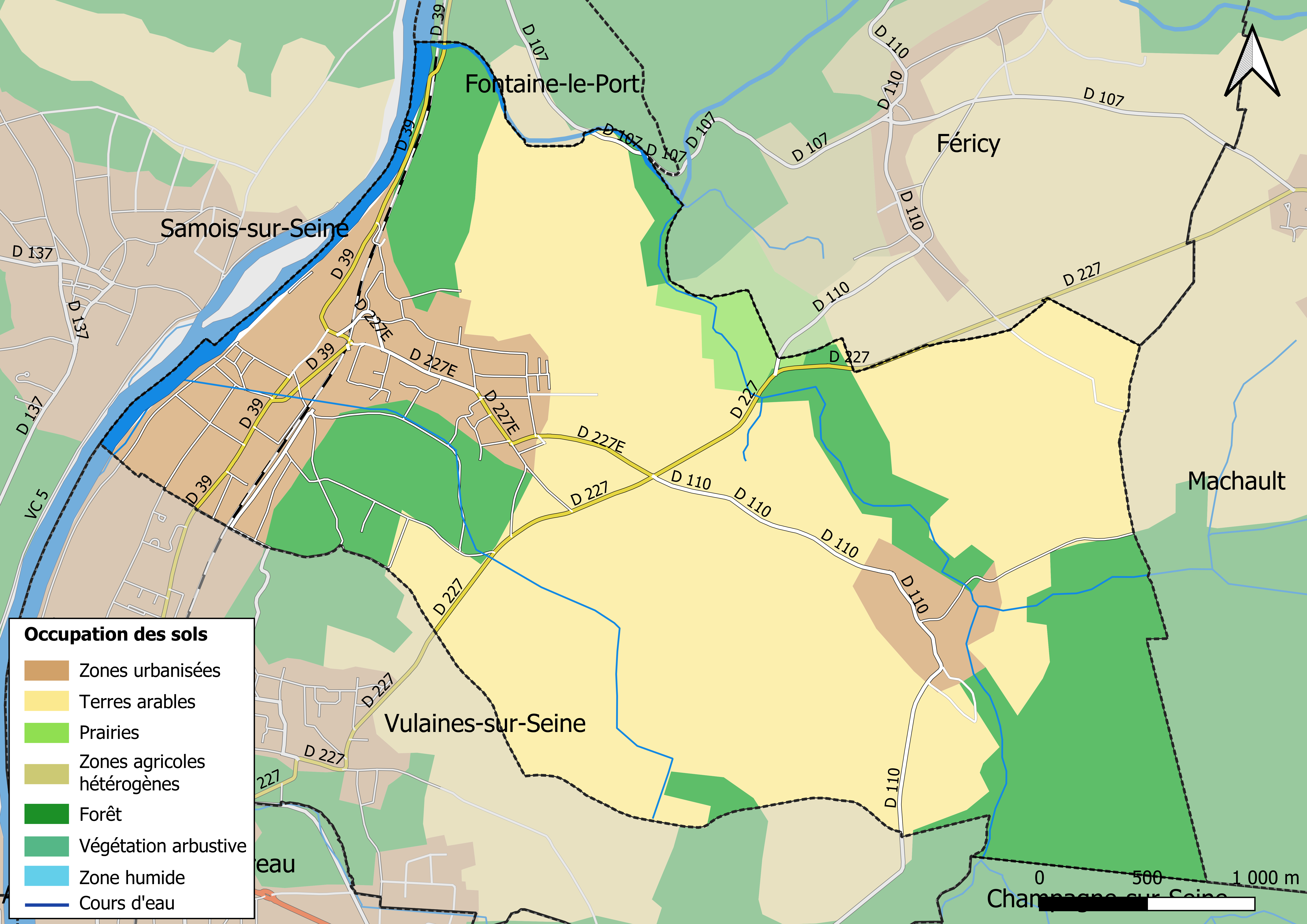
Kaart van de gemeente met de belangrijkste infrastructuur, bodemgebruik en omliggende gemeenten

## Demografie
Onderstaande figuur toont het verloop van het inwonertal (bron: INSEE-tellingen).